# Lee Moore (basket-ball)
Pour les articles homonymes, voir Lee Moore.
Lee Moore, né le 9 août 1995, à Kennesaw, en Géorgie, est un joueur américain de basket-ball. Il évolue au poste d'arrière.

## Palmarès
Orléans Loiret Basket : 
- Vainqueur de : Leaders Cup de Pro B 2025
- Meilleur cinq du championnat : Pro B 2025